# カルポリ・マスタングス

カルポリ・カラーのBWCのロゴ

カルポリ・マスタングス（英: Cal Poly Mustangs）は、アメリカ合衆国のカリフォルニア・ポリテクニック州立大学サンルイスオビスポ校のスポーツ競技チーム。NCAAディビジョンI所属。

## 競技チーム
| 男子スポーツ                            | 女子スポーツ       |
| --------------------------------------- | ------------------ |
| 野球                                    | バスケットボール   |
| バスケットボール                        | ビーチバレーボール |
| クロスカントリー                        | クロスカントリー   |
| フットボール                            | ゴルフ             |
| ゴルフ                                  | サッカー           |
| サッカー                                | ソフトボール       |
| 水泳・飛込                              | 水泳・飛込         |
| テニス                                  | テニス             |
| 陸上†                                   | 陸上†              |
| レスリング                              | バレーボール       |
| †屋外競技チームと室内競技チームがある。 |                    |